# توني ميلر
توني ميلر (بالإنجليزية: Tony Miller)‏ (26 أكتوبر 1937 تشيلمسفورد المملكة المتحدة - ) هو لاعب كرة قدم بريطاني كان يلعب كمهاجم.